# Podhradí (kraj zliński)
Podhradí – gmina w Czechach, w powiecie Zlín, w kraju zlińskim. Według danych z dnia 1 stycznia 2012 liczyła 196 mieszkańców.
W pobliżu miejscowości Podhradí (czyli podgrodzie) znajdują się ruiny średniowiecznego zamku Starý Světlov.
Zobacz też:
- Podhradí